# Лёгкая атлетика на летних Олимпийских играх 1908 — эстафета
Соревнования по смешанной эстафете среди мужчин на летних Олимпийских играх 1908 прошли 24 и 25 июля. Приняли участие семь команд по четыре спортсмена.
Первые двое бегунов проходят дистанцию 200 метров, следующий 400 метров, и последний — 800 метров.

## Призёры
| Золото                                                                  | Серебро                                                       | Бронза                                                              |
| США Натаниэль Картмелл · Джон Тейлор · Уильям Хэмилтон · Мелвин Шеппард | Германия Ганс Айке · Ханс Браун · Артур Гофман · Отто Трилофф | Венгрия Эдён Бодор · Фридьеш Мезеф-Виснер · Йожеф Надь · Паль Шимон |

## Соревнование

### Первый раунд
| Место | Страна                                                           | Очки       |
| ----- | ---------------------------------------------------------------- | ---------- |
| 1     | Венгрия Эдён Бодор, Фридьеш Мезеф-Виснер, Йожеф Надь, Паль Шимон | 3:32,6     |
| 2     | Швеция Эверт Бьорн, Кнут Линдберг, Свен Лофтман, Кнут Стенборг   | Неизвестен |

| Место | Страна                                                          | Очки       |
| ----- | --------------------------------------------------------------- | ---------- |
| 1     | Германия Ганс Айке, Ханс Браун, Артур Гофман, Отто Трилофф      | 3:43,2     |
| 2     | Нидерланды Эверт Копс, Виктор Хенни, Якобус Хогвелд, Брам Эверс | Неизвестен |

| Место | Страна                                                                     | Очки       |
| ----- | -------------------------------------------------------------------------- | ---------- |
| 1     | США Натаниэль Картмелл, Джон Тейлор, Уильям Хэмилтон, Мелвин Шеппард       | 3:27,2     |
| 2     | Великобритания Теодор Джаст, Эдвин Монтегю, Генри Панкхёрст, Джордж Хокинс | 3:32,0     |
| 3     | Канада Дональд Баддо, Фрэнк Лукман, Ирвинг Паркс, Луи Себер                | Неизвестен |

### Финал
| Место | Страна                                                               | Очки   |
| ----- | -------------------------------------------------------------------- | ------ |
| 1     | США Натаниэль Картмелл, Джон Тейлор, Уильям Хэмилтон, Мелвин Шеппард | 3:29,4 |
| 2     | Германия Ганс Айке, Ханс Браун, Артур Гофман, Отто Трилофф           | 3:32,4 |
| 3     | Венгрия Эдён Бодор, Фридьеш Мезеф-Виснер, Йожеф Надь, Паль Шимон     | 3:32,5 |